# Luka Stepančić

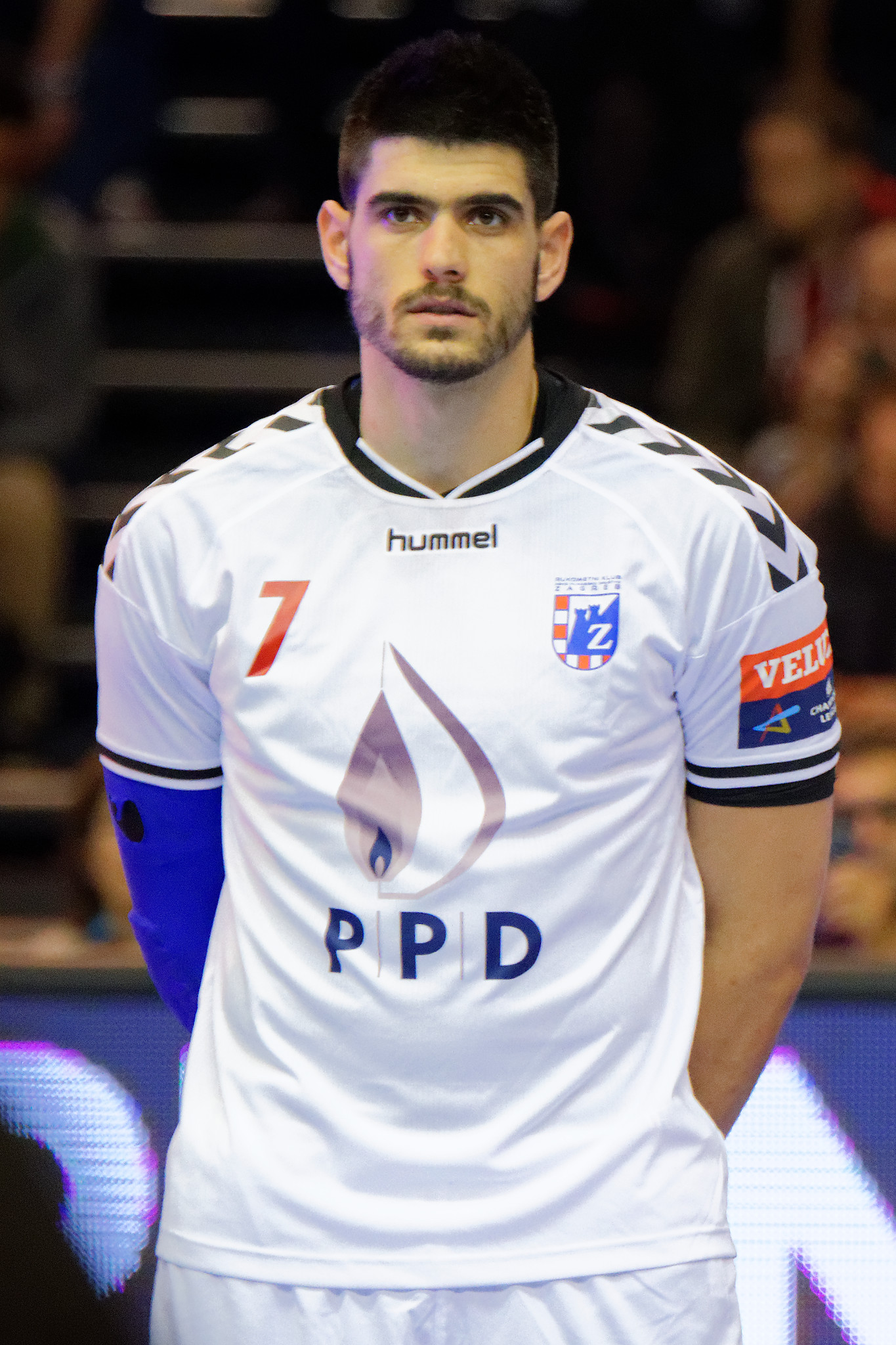
Luka Stepančić (2015)

Luka Stepančić (* 20. November 1990 in Pula) ist ein Handballspieler aus Kroatien.

## Vereinskarriere
Der 2,01 Meter große und 95 Kilogramm schwere rechte Rückraumspieler stand ab 2007 bei RK Zagreb unter Vertrag. Zuvor spielte er bei Mladi Rudar und RK Varteks Varaždin. Mit Zagreb gewann er 2008, 2009, 2010, 2011, 2012, 2013, 2014, 2015 und 2016 die Meisterschaft sowie 2008, 2009, 2010, 2011, 2012, 2013, 2014, 2015 und 2016 den Pokal.
Ab dem Sommer 2016 lief er für den französischen Erstligisten Paris Saint-Germain auf. Mit Paris gewann er 2017, 2018 und 2019 die Meisterschaft sowie 2018 den französischen Pokal.
Ab dem Sommer 2019 stand er beim ungarischen Erstligisten Pick Szeged unter Vertrag. Mit Szeged gewann er 2021 und 2022 die ungarische Meisterschaft.
Im Sommer 2024 unterschrieb er einen Einjahresvertrag beim kuwaitischen Verein al-Arabi.
Ende Dezember 2024 wechselte er vorzeitig aus Kuwait für den Rest der Saison 2024/2025 nach Polen zu Wisła Płock, wo er 2025 die Meisterschaft gewann. Anschließend kehrte er nach Ungarn zurück, um für Győri ETO KC zu spielen.

## Auswahlmannschaften
Für die kroatische Nationalmannschaft stand Luka Stepančić im erweiterten Aufgebot für die Europameisterschaft 2014. Stepančić nahm an den Olympischen Spielen 2016 in Rio de Janeiro teil. Er bestritt bisher 96 Länderspiele (254 Tore).